# Escobar de Campos
Escobar de Campos is een gemeente in de Spaanse provincie León in de regio Castilië en León met een oppervlakte van 17,14 km². Escobar de Campos telt 42 inwoners (1 januari 2016).

## Demografische ontwikkeling
Bron: INE, 1857-2011: volkstellingen